# Station Włoszczowa
Station Włoszczowa is een spoorwegstation in de Poolse plaats Włoszczowa.